# Dziegciarnia
Dziegciarnia – wieś w Polsce położona w województwie wielkopolskim, w powiecie pilskim, w gminie Łobżenica.
| SIMC    | Nazwa    | Rodzaj    |
| ------- | -------- | --------- |
| 0527486 | Puszczka | część wsi |

W latach 1975–1998 miejscowość administracyjnie należała do województwa pilskiego.